# لو بارليتا
لويس جون بارليتا (بالإنجليزية: Louis John Barletta)‏ هو سياسي أمريكي من الحزب الجمهوري ولد في يوم 28 يناير 1956 في بلدة هازلتون في ولاية بنسيلفانيا. هو عضو سابق في مجلس النواب الأمريكي من سنة 2011 إلى سنة 2019 حيث مثل المقاطعة التاسعة عشر.